# Forteresse de Bužim
La forteresse de Bužim se trouve en Bosnie-Herzégovine, sur le territoire de la ville de Bužim et dans la municipalité de Bužim. Elle remonte au Moyen Âge et est inscrite sur la liste des monuments nationaux de Bosnie-Herzégovine.